# زورو (فیلم ۱۹۷۵)
زورو (Zorro) فیلمی محصول ایتالیا و فرانسه در سبک ماجراجویی است به کارگردانی دوچو تساری که در سال ۱۹۷۵ منتشر شد. در این فیلم هنرپیشه مشهور فرانسوی، آلن دلون، در نقش زورو بازی کرده است. این فیلم ایتالیایی که در اسپانیا فیلم‌برداری شده است، نشانه‌های بسیاری از سبک وسترن اسپاگتی را در خود دارد.